# Home (album van Home)
Home is het tweede studioalbum van de Britse rockband Home.
Home nam het album op toen de band nog op promotietournee was voor hun debuutalbum Pause for a hoarse horse. Zij trok onder leiding van muziekproducent John Anthony de Trident Studios in voor dit album. Aanvullende opnamen vonden plaats in Advision Studios; beide studio's lagen in Londen. David Hentschel en Mike Stone waren de geluidstechnici. De band kwam goed geoefend de studio in; de stukken die werden opgenomen, waren al tijdens concerten te horen geweest.
Het album haalde net de Album Top 40 in Engeland niet; het zou wel het best verkochte album van de band worden met circa 10.000 verkochte exemplaren aldaar in 1972. Melody Maker zou het rangschikken onder een van de beste albums uit 1972. Commercieel succes werd het echter nergens.

## Musici
- Mick Stubbs – gitaar, toetsinstrumenten, zang
- Laurie Wisefield – gitaar, zang
- Cliff Williams – basgitaar, zang
- Mick Cook – drumstel, percussie, zang

## Muziek
| Nr. | Titel                                              | Duur |
| --- | -------------------------------------------------- | ---- |
| 1.  | Dreamer (Home)                                     | 5:30 |
| 2.  | Knave (Stubbs)                                     | 3:46 |
| 3.  | Fancy lady, Hollywood child (Stubbs/ Dave Skillen) | 4:05 |
| 4.  | Rise up (Stubbs)                                   | 3:24 |
| 5.  | Dear Lord (Stubbs)                                 | 3:00 |
| 6.  | Baby friend of mine (Stubbs)                       | 4:43 |
| 7.  | Western front (Stubbs)                             | 5:15 |
| 8.  | Lady of the birds (Home)                           | 9:13 |
| 9.  | Shady lady (Stubbs)                                | 3:02 |

Het album laat een mengeling horen van allerlei soorten rock, van countryrock tot progressieve rock. Die laatste stijl is te horen in wat de laatste track van het originele album zou worden Lady of the birds. Wisefield bespeelde in dat nummer zijn gitaar met een strijkstok, iets dat hij geleerd had van Jimmy Page van Led Zeppelin, een band waarmee Home wel tourde in die dagen. Fancy lady, Hollywood child werd samen met Shady lady als single uitgegeven, het werd nergens een hit. Het is geschreven door Stubbs met de zanger/gitarist van de band Aardvark Dave Skillen. Shady lady kwam op het originele album niet voor.